# Cilunculus ateuchus
Cilunculus ateuchus är en havsspindelart som beskrevs av Bamber 2004. Cilunculus ateuchus ingår i släktet Cilunculus och familjen Ammotheidae. Inga underarter finns listade i Catalogue of Life.